# Miralcamp
Miralcamp es un municipio español de la provincia de Lérida, situado en la comarca de la Plana de Urgel, Cataluña. 
El término municipal forma parte de una conurbación con centro en Mollerusa y los municipios de Palau de Anglesola, Golmés y Fondarella. El pueblo está comunicado con esta comunidad por la carretera L-200 y a tan solo dos kilómetros de la línea de ferrocarril Lérida-Manresa (Mollerusa).

## Geografía humana

### Demografía
Cuenta con una población de 1390 habitantes (INE 2024).
| Gráfica de evolución demográfica de Miralcamp entre 1842 y 2021                                                       |
| |
| Población de derecho según los censos de población del INE. Población de hecho según los censos de población del INE. |

| 1900 | 1930 | 1950 | 1970 | 1981 | 1986 |
| ---- | ---- | ---- | ---- | ---- | ---- |
| 744  | 1052 | 1071 | 1230 | 1194 | 1202 |

### Clima
El clima es continental, o más detalladamente mediterráneo de fuerte influencia continental, y sobre el cual su situación en una depresión y el contacto con el clima de los Pirineos ejercen una influencia importante. Es un clima seco y árido con temperaturas medias de 14-16° y oscilaciones que van entre los 38° en verano y los 0º en invierno.
Las precipitaciones son escasas e irregulares y son habituales los bancos de niebla por su situación en un valle de la cuenca del Segre, que son más habituales en otoño y invierno.

## Comunicaciones
A 4 km de la A-2 que une Lérida con Barcelona.

## Economía
Básicamente agrícola, el cultivo principal es la fruta dulce, como la pera y la manzana. Tan solo dispone de una gran empresa cárnica, con unos 500 empleados, el resto de industria son empresas pequeñas.

## Lugares de interés
- Iglesia Románica.
- Encina del Quelàs, una encina con más de 700 años de vida.
- Molino de aceite de Miralcamp

## Personajes célebres
Josep M. Solé i Sabaté, historiador, autor de varios libros de la guerra civil española y postguerra.